# 207
| 207                |
| ------------------ |
| Dødsfald - Fødsler |
|                    |

| Gregoriansk kalender | 207 CCVII               |
| Ab urbe condita      | 960                     |
| Armensk kalender     | I/T                     |
| Kinesiske kalender   | 2903 – 2904 丙戌 – 丁亥 |
| Etiopisk kalender    | 199 – 200               |
| Jødisk kalender      | 3967 – 3968             |
| Hindukalendere       |                         |
| - Vikram Samvat      | 262 – 263               |
| - Shaka Samvat       | 129 – 130               |
| - Kali Yuga          | 3308 – 3309             |
| Iransk kalender      | 415 BP – 414 BP         |
| Islamisk kalender    | 428 BH – 427 BH         |

Se også 207 (tal)